# Hyastenus borradailei
Espèce
Synonymes
- Halimus borradailei Rathbun, 1907[2]
- Hyastenus tenuicornis Borradaile, 1900[2]
- Hyastenus elegans var. tenuicornis Borradaile, 1900[3]

Hyastenus borradailei, communément appelé Crabe-araignée des hydraires à V blanc, est un petit crustacé de la famille des Epialtidae natif du bassin Indo-Pacifique.

## Étymologie
Son nom spécifique, borradailei, lui a été donné en l'honneur de Lancelot Alexander Borradaile (en) qui a initialement décrit cette espèce sous le taxon Hyastenus elegans var. tenuicornis en 1900.

## Publication originale
- Rathbun, 1907 : Memoirs of the Museum of Comparative Zoölogy, at Harvard College, Cambridge, Mass. Harvard University. Museum of Comparative Zoology, vol. 35, n. 2, pp. 1-112 (texte intégral) (en).